# جاده ئی۶۰۲ اروپا
جاده ئی۶۰۲ اروپا (به انگلیسی: European route E602) یکی از جاده‌های درجه ۲ قاره اروپا است.
این جاده که در کشور فرانسه قرار دارد از شهر لا روشل شروع شده و در شهر سنت، شارانت-ماریتیم به پایان می‌رسد.